# 拜馬克區

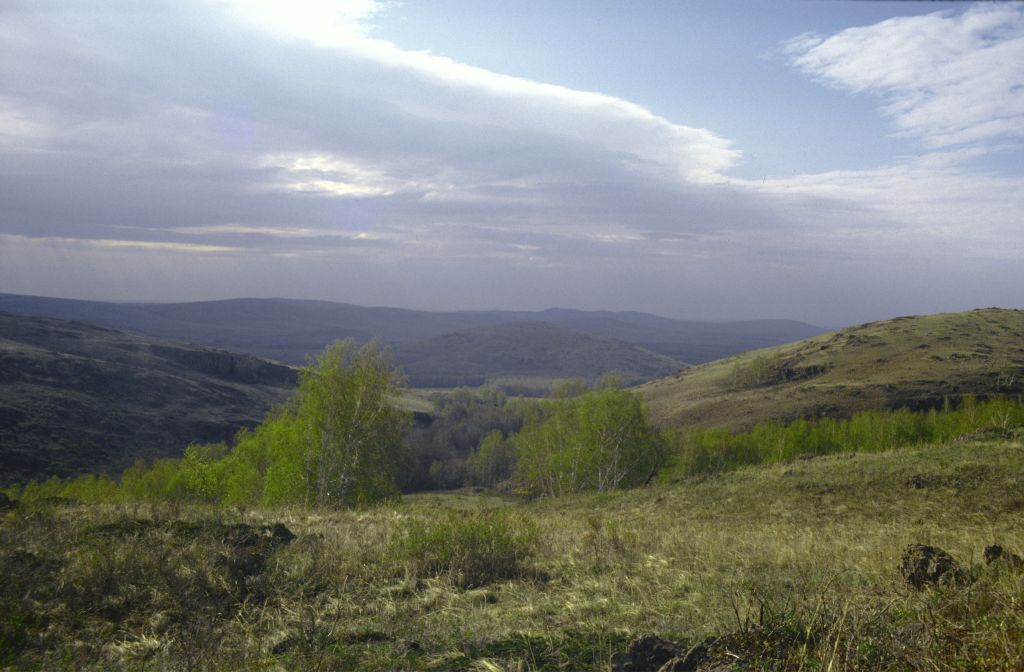

52°36′N 58°19′E / 52.600°N 58.317°E
拜馬克區（俄语：Баймакский район），是俄羅斯的一個區，位於該國西南部，由巴什科爾托斯坦共和國負責管轄，始建於1930年8月20日，面積5,432平方公里，2010年人口40,862，人口密度每平方公里7.52人。